# Référendum ukrainien de 2000
 (août 2025).
Le référendum ukrainien de 2000 est un référendum ayant eu lieu le 16 avril 2000 en Ukraine. Il porte sur l'augmentation des pouvoirs présidentiels et la création d'une chambre haute. Il comprend 4 questions. La participation est de 81,1 %. La première question porte sur le droit de dissolution du parlement par le président, elle est adoptée à 91,1 %. La deuxième question porte sur la suppression de l'immunité des membres du parlement, elle est adoptée à 90,2 %. La troisième question porte sur la réduction des membres du parlement de 450 à 300, elle est adoptée à 91,1 %. La quatrième question porte sur la création d'une chambre haute du parlement, elle est adoptée à 82,9 %.